# ایواندر هالیفیلد
ایواندر هالیفیلد (به انگلیسی: Evander Holyfield) (زادهٔ ۱۹ اکتبر ۱۹۶۲ در آتمور، آلاباما) مشت‌زن بازنشستهٔ آمریکایی است که از سال ۱۹۸۴ تا ۲۰۱۱ به رقابت پرداخت. وی در اواخر دهه ۱۹۸۰ و در اوزان سنگین‌وزن در اوایل دهه ۱۹۹۰ به عنوان قهرمان انکار ناپذیر در سنگین‌وزن سلطنت کرد. هالیفیلد تنها بوکسوری است که در دو دسته سنگین‌وزن و نیمه سنگین‌وزن (Cruiserweight) صاحب عنوان است. او تنها بوکسوری است که چهار بار عنوان قهرمانی سنگین‌وزن جهان را به دست آورده است.
هالیفیلد از سال ۱۹۹۰ تا ۱۹۹۲ عناوین WBA ,WBC و IBF را کسب کرد، همچنین از سال ۱۹۹۳ تا ۱۹۹۴ مجدداً عناوین WBA و IBF را کسب کرده و از سال ۱۹۹۶ تا ۱۹۹۹؛ برای بار سوم عنوان WBA را نیز به خود اختصاص داده است. او از سال ۱۹۹۷ تا ۱۹۹۹ برای سومین بار عنوان IBF و عنوان WBA برای چهارمین بار از ۲۰۰۰ تا ۲۰۰۱ بدست آورده است.
هالیفیلد در بازی‌های المپیک تابستانی ۱۹۸۴ به عنوان بوکسور آماتور نماینده ایالات متحده بود و در بخش نیمه سنگین‌وزن موفق به کسب یک مدال برنز شد. وی در سن ۲۱ سالگی به بوکسور حرفه ای تبدیل شد و در سال ۱۹۸۵ به دسته نیمه سنگین‌وزن رفت و در سال بعد اولین قهرمانی جهان را بدست آورد و در سال بعد نیز دوایت محمد قوی (Dwight Muhammad Qawi) را شکست داد. سپس هالیفیلد برای پیروزی در عناوین WBC و IBF، ریکی پارکی (Rickey Parkey) و کارلوس دو لئون (Carlos De León) را شکست داد و بدین ترتیب قهرمان بلامنازع نیمه سنگین‌وزن (Cruiserweight) جهان شد. او در سال ۱۹۸۸ به دسته سنگین‌وزن رفت و بعداً در سال ۱۹۹۰ باستر داگلاس را شکست داد تا مدعی عناوین سنگین‌وزن WBA , WBC و IBF و قهرمانی انکار ناپذیر وزن سنگین‌وزن شود.
ایواندر پیش از آن که نخستین باخت حرفه ای خود را در سال ۱۹۹۲ در مقابل ریدیک بو (Riddick Bowe) تجربه کند، با موفقیت سه بار از عناوین خود دفاع کرد و پیروزهای قهرمانان سابق جورج فورمن و لری هولمز را به دست آورد. هالیفیلد یک سال بعد در یک بازی برگشت با شکست ریدیک بو تاج پیروزی را دوباره بدست آورد و عناوین WBA و IBF (بو قبلاً عنوان WBC را از دست داده بود) را تصاحب نمود. هالیفیلد بعداً در اثر عصبی مبارزه کردن در مقابل مایکل مورر (Michael Moorer) در سال ۱۹۹۴ این عناوین را از دست داد.
هالیفیلد در سال ۱۹۹۴ بنا به توصیه پزشک مجبور به بازنشستگی شد و تنها یک سال بعد در کمال سلامت دوباره بازگشت. وی در سال ۱۹۹۶ مایک تایسون را شکست داد و عنوان WBA را پس گرفت و این مسابقه توسط مجله رینگ به عنوان مبارزه سال و مبارزه آغاز سال نام گرفت. این باعث شد هالیفیلد اولین بوکسور پس از محمدعلی باشد که سه بار عنوان قهرمانی سنگین‌وزن جهان را کسب کرد. هالیفیلد در بازی برگشت در برابر تایسون در سال ۱۹۹۷ پیروز شد، که در مرحله دوم این مسابقه تایسون به دلیل گاز گرفتن بخشی از گوش هالیفیلد بازنده اعلام شد. البته بعدها مایک تایسون در یک ملاقات از هالیفیلد به خاطر گاز گرفتن گوشش عذرخواهی کرد که هالیفیلد اظهار کرد که می‌خواسته در همان مسابقه تلافی کند اما به خاطر برخی اعتقادات مذهبی این کار را نکرده البته به همین دلیل بسیار مورد توجه همگان قرار گرفت. در طول دوره سلطنتش به عنوان قهرمان، وی همچنین از مایکل مورر انتقام شکستش را گرفته و عنوان IBF را پس گرفت.
در سال ۱۹۹۹، او برای جدال بر سر قهرمانی WBA , WBC و IBF با لنوکس لوئیس روبرو شد و این مسابقه با تساوی اختلافاتی جنجالی به پایان رسید. هشت ماه بعد هالیفیلد در یک بازی برگشت شکست خورد. سال بعد، وی جان رویز را به عنوان قهرمانی بدون عنوان WBA شکست داد و به اولین بوکسور تاریخ تبدیل شد که چهار بار برنده عنوان سنگین‌وزن جهان شد. هالیفیلد هفت ماه بعد یک دیدار برگشت مقابل رویز را از دست داد و برای سومین بار با تساوی روبرو شد.
هالیفیلد در سال ۲۰۱۴ بازنشسته شد.

## جایگاه در رده‌بندی‌های معتبر جهانی
- رتبه ۱۱ در جدول رتبه‌بندی قهرمانان سنگین‌وزن جهان سایت معتبر بوکس رک (به انگلیسی: BoxRec) قبل از ویتالی کلیچکو، بعد از جیمی بیوینس.
- رتبه ۷۷ در فهرست «۱۰۰ نفر بزرگ‌ترین پانچرهای همه دوران» مجله رینگ (Punch در بوکس به ضربه مهیب و بسیار قوی گفته می‌شود).
- معرفی به عنوان دوازدهمین بوکسور برتر ۸۰ سال گذشته از طرف مجله رینگ در سال ۲۰۰۲.
- رتبه ۹ جدول بوکس رک (BoxRec) در میان بوکسورهای «پوند فور پوند»(pound for pound) همه دوران (پوند فور پوند به بوکسوری گفته می‌شود که در دسته وزنی بالاتر از خود مبارزه کند).
- معرفی به عنوان «بزرگ‌ترین نیمه سنگین‌وزن در تمام دوران» از طرف BoxingScene.

## کارنامه بوکس حرفه ای
| خلاصه بوکس حرفه‌ای |        |         |
| ۵۷ مبارزه         | ۴۴ بُرد | ۱۰ شکست |
| با ناک‌اوت         | ۲۹     | ۲       |
| با تصمیم داور     | ۱۴     | ۸       |
| با رد صلاحیت      | ۱      | ۰       |
| تساوی‌ها           | ۲      | ۲       |
| بی‌نتیجه           | ۱      | ۱       |

| ردیف | نتیجه     | رکورد       | حریف              | ثبت | راند، زمان    | تاریخ          | سن              | محل                                                           | توضیح                                                                                          |
| ---- | --------- | ----------- | ----------------- | --- | ------------- | -------------- | --------------- | ------------------------------------------------------------- | ---------------------------------------------------------------------------------------------- |
| ۵۷   | Win       | 44–10–2 (۱) | برایان نیلسن      | TKO | 10 (12), ۲:۴۹ | ۷ مه ۲۰۱۱      | ۴۸ سال، ۲۰۰ روز | Koncerthuset, Copenhagen, Denmark                             |                                                                                                |
| ۵۶   | NC        | 43–10–2 (۱) | شرمن ویلیامز      | NC  | 3 (12), ۳:۰۰  | ۲۲ ژانویه ۲۰۱۱ | ۴۸ سال، ۹۵ روز  | The Greenbrier, White Sulphur Springs, West Virginia, U.S.    | Retained WBF (Federation) heavyweight title; NC after Holyfield cut from accidental head clash |
| ۵۵   | Win       | ۴۳–۱۰–۲     | فرانسیس بوتا      | TKO | 8 (12), ۰:۵۵  | ۱۰ آوریل ۲۰۱۰  | ۴۷ سال، ۱۷۳ روز | Thomas & Mack Center, Paradise, Nevada, U.S.                  | Won vacant WBF (Federation) heavyweight title                                                  |
| ۵۴   | Loss      | ۴۲–۱۰–۲     | نیکولای والوئف    | MD  | ۱۲            | Dec 20, 2008   | ۴۶ سال، ۶۲ روز  | Hallenstadion, Zürich, Switzerland                            | For WBA heavyweight title                                                                      |
| ۵۳   | Loss      | ۴۲–۹–۲      | سلطان ابراگیموف   | UD  | ۱۲            | Oct 13, 2007   | ۴۴ سال، ۳۵۹ روز | Khodynka Arena , Moscow, Russia                               | For WBO heavyweight title                                                                      |
| ۵۲   | Win       | ۴۲–۸–۲      | لوئو ساوارس       | UD  | ۱۰            | ۳۰ ژوئن ۲۰۰۷   | ۴۴ سال، ۲۵۴ روز | Don Haskins Center, El Paso, Texas, U.S.                      |                                                                                                |
| ۵۱   | Win       | ۴۱–۸–۲      | وینی مادالون      | TKO | 3 (10), ۲:۴۸  | ۱۷ مارس ۲۰۰۷   | ۴۴ سال، ۱۴۹ روز | American Bank Center, Corpus Christi, Texas, U.S.             |                                                                                                |
| ۵۰   | Win       | ۴۰–۸–۲      | Fres Oquendo      | UD  | ۱۲            | ۱۰ نوامبر ۲۰۰۶ | ۴۴ سال، ۲۲ روز  | Alamodome, San Antonio, Texas, U.S.                           | Won vacant USBA heavyweight title                                                              |
| ۴۹   | Win       | ۳۹–۸–۲      | Jeremy Bates      | TKO | 2 (12), ۲:۵۶  | ۱۸ اوت ۲۰۰۶    | ۴۳ سال، ۳۰۱ روز | American Airlines Center, Dallas, Texas, U.S.                 |                                                                                                |
| ۴۸   | Loss      | ۳۸–۸–۲      | لری دونالد        | UD  | ۱۲            | ۱۳ نوامبر ۲۰۰۴ | ۴۲ سال، ۲۵ روز  | Madison Square Garden, New York City, New York, U.S.          | For vacant NABC heavyweight title                                                              |
| ۴۷   | Loss      | ۳۸–۷–۲      | جیمز تونی         | TKO | 9 (12), ۱:۴۲  | Oct 4, 2003    | ۴۰ سال، ۳۵۰ روز | Mandalay Bay Events Center, Paradise, Nevada, U.S.            |                                                                                                |
| ۴۶   | Loss      | ۳۸–۶–۲      | کریس بایرد        | UD  | ۱۲            | Dec 14, 2002   | ۴۰ سال، ۵۶ روز  | Boardwalk Hall, Atlantic City, New Jersey, U.S.               | For vacant IBF heavyweight title                                                               |
| ۴۵   | Win       | ۳۸–۵–۲      | حازم رحمان        | TD  | 8 (12), ۱:۴۰  | Jun 1, 2002    | ۳۹ سال، ۲۲۵ روز | Boardwalk Hall, Atlantic City, New Jersey, U.S.               | Split TD after Rahman sustained eye swelling from accidental head clash                        |
| ۴۴   | مساویDraw | ۳۷–۵–۲      | جان رویز          | SD  | ۱۲            | Dec 15, 2001   | ۳۹ سال، ۵۷ روز  | Foxwoods Resort Casino, Ledyard, Connecticut, U.S.            | For WBA heavyweight title                                                                      |
| ۴۳   | Loss      | ۳۷–۵–۱      | جان رویز          | UD  | ۱۲            | Mar 3, 2001    | ۳۸ سال، ۱۳۵ روز | Mandalay Bay Events Center, Paradise, Nevada, U.S.            | Lost WBA heavyweight title                                                                     |
| ۴۲   | Win       | ۳۷–۴–۱      | جان رویز          | UD  | ۱۲            | Aug 12, 2000   | ۳۷ سال، ۲۹۸ روز | Paris Las Vegas, Paradise, Nevada, U.S.                       | Won vacant WBA heavyweight title                                                               |
| ۴۱   | Loss      | ۳۶–۴–۱      | لنوکس لوئیز       | UD  | ۱۲            | Nov 13, 1999   | ۳۷ سال، ۲۵ روز  | Thomas & Mack Center, Paradise, Nevada, U.S.                  | Lost WBA and IBF heavyweight titles; For WBC and vacant IBO heavyweight titles                 |
| ۴۰   | مساویDraw | ۳۶–۳–۱      | لنوکس لوئیز       | SD  | ۱۲            | Mar 13, 1999   | ۳۶ سال، ۱۴۵ روز | Madison Square Garden, New York City, New York, U.S.          | Retained WBA and IBF heavyweight titles; For WBC heavyweight title                             |
| ۳۹   | Win       | ۳۶–۳        | Vaughn Bean       | UD  | ۱۲            | Sep 19, 1998   | ۳۵ سال، ۳۳۵ روز | Georgia Dome, Atlanta, Georgia, U.S.                          | Retained WBA and IBF heavyweight titles                                                        |
| ۳۸   | Win       | ۳۵–۳        | مایکل مورر        | RTD | 8 (12), ۳:۰۰  | Nov 8, 1997    | ۳۵ سال، ۲۰ روز  | Thomas & Mack Center, Paradise, Nevada, U.S.                  | Retained WBA heavyweight title; Won IBF heavyweight title                                      |
| ۳۷   | Win       | ۳۴–۳        | مایک تایسون       | DQ  | 3 (12), ۳:۰۰  | Jun 28, 1997   | ۳۴ سال، ۲۵۲ روز | MGM Grand Garden Arena, Paradise, Nevada, U.S.                | Retained WBA heavyweight title; Tyson disqualified for biting                                  |
| ۳۶   | Win       | ۳۳–۳        | مایک تایسون       | TKO | 11 (12), ۰:۳۷ | Nov 9, 1996    | ۳۴ سال، ۲۱ روز  | MGM Grand Garden Arena, Paradise, Nevada, U.S.                | Won WBA heavyweight title                                                                      |
| ۳۵   | Win       | ۳۲–۳        | Bobby Czyz        | RTD | 5 (10), ۳:۰۰  | May 10, 1996   | ۳۳ سال، ۲۰۴ روز | Madison Square Garden, New York City, New York, U.S.          |                                                                                                |
| ۳۴   | Loss      | ۳۱–۳        | ریدیک بو          | TKO | 8 (12), ۰:۵۸  | Nov 4, 1995    | ۳۳ سال، ۱۶ روز  | Caesars Palace, Paradise, Nevada, U.S.                        |                                                                                                |
| ۳۳   | Win       | ۳۱–۲        | Ray Mercer        | UD  | ۱۰            | May 20, 1995   | ۳۲ سال، ۲۱۳ روز | Convention Hall, Atlantic City, New Jersey, U.S.              |                                                                                                |
| ۳۲   | Loss      | ۳۰–۲        | مایکل مورر        | MD  | ۱۲            | Apr 22, 1994   | ۳۱ سال، ۱۸۵ روز | Caesars Palace, Paradise, Nevada, U.S.                        | Lost WBA, and IBF heavyweight titles                                                           |
| ۳۱   | Win       | ۳۰–۱        | ریدیک بو          | MD  | ۱۲            | Nov 6, 1993    | ۳۱ سال، ۱۸ روز  | Caesars Palace, Paradise, Nevada, U.S.                        | Won WBA, and IBF heavyweight titles                                                            |
| ۳۰   | Win       | ۲۹–۱        | Alex Stewart      | UD  | ۱۲            | Jun 26, 1993   | ۳۰ سال، ۲۵۰ روز | Convention Hall, Atlantic City, New Jersey, U.S.              |                                                                                                |
| ۲۹   | Loss      | ۲۸–۱        | ریدیک بو          | UD  | ۱۲            | Nov 13, 1992   | ۳۰ سال، ۲۵ روز  | Thomas & Mack Center, Paradise, Nevada, U.S.                  | Lost WBA, WBC, and IBF heavyweight titles                                                      |
| ۲۸   | Win       | ۲۸–۰        | لری هولمز         | UD  | ۱۲            | Jun 19, 1992   | ۲۹ سال، ۲۴۴ روز | Caesars Palace, Paradise, Nevada, U.S.                        | Retained WBA, WBC, and IBF heavyweight titles                                                  |
| ۲۷   | Win       | ۲۷–۰        | Bert Cooper       | TKO | 7 (12), ۲:۵۸  | Nov 23, 1991   | ۲۹ سال، ۳۵ روز  | Omni Coliseum, Atlanta, Georgia, U.S.                         | Retained WBA, WBC, and IBF heavyweight titles                                                  |
| ۲۶   | Win       | ۲۶–۰        | جورج فورمن        | UD  | ۱۲            | Apr 19, 1991   | ۲۸ سال، ۱۸۲ روز | Convention Hall, Atlantic City, New Jersey, U.S.              | Retained WBA, WBC, and IBF heavyweight titles                                                  |
| ۲۵   | Win       | ۲۵–۰        | باستر داگلاس      | KO  | 3 (12), ۱:۱۰  | Oct 25, 1990   | ۲۸ سال، ۶ روز   | The Mirage, Paradise, Nevada, U.S.                            | Won WBA, WBC, and IBF heavyweight titles                                                       |
| ۲۴   | Win       | ۲۴–۰        | Seamus McDonagh   | TKO | 4 (12), ۰:۴۴  | Jun 1, 1990    | ۲۷ سال، ۲۲۵ روز | Convention Hall, Atlantic City, New Jersey, U.S.              | Retained WBC Continental Americas heavyweight title                                            |
| ۲۳   | Win       | ۲۳–۰        | Alex Stewart      | TKO | 8 (12), ۲:۵۱  | Nov 4, 1989    | ۲۷ سال، ۱۶ روز  | Trump Plaza Hotel and Casino, Atlantic City, New Jersey, U.S. | Retained WBC Continental Americas heavyweight title                                            |
| ۲۲   | Win       | ۲۲–۰        | Adílson Rodrigues | KO  | 2 (12), ۱:۲۹  | Jul 15, 1989   | ۲۶ سال، ۲۶۹ روز | Caesars Tahoe, Stateline, Nevada, U.S.                        | Retained WBC Continental Americas heavyweight title                                            |
| ۲۱   | Win       | ۲۱–۰        | Michael Dokes     | TKO | 10 (12), ۱:۴۱ | Mar 11, 1989   | ۲۶ سال، ۱۴۳ روز | Caesars Palace, Paradise, Nevada, U.S.                        | Won WBC Continental Americas heavyweight title                                                 |
| ۲۰   | Win       | ۲۰–۰        | پینکلون توماس     | RTD | 7 (10), ۳:۰۰  | Dec 9, 1988    | ۲۶ سال، ۵۱ روز  | Convention Hall, Atlantic City, New Jersey, U.S.              |                                                                                                |
| ۱۹   | Win       | ۱۹–۰        | جیمز تیلیس        | RTD | 5 (10), ۳:۰۰  | Jul 15, 1988   | ۲۵ سال، ۲۷۰ روز | Caesars Tahoe , Stateline, Nevada, U.S.                       |                                                                                                |
| ۱۸   | Win       | ۱۸–۰        | Carlos de León    | TKO | 8 (12), ۱:۰۸  | Apr 9, 1988    | ۲۵ سال، ۱۷۳ روز | Caesars Palace, Paradise, Nevada, U.S.                        | Retained WBA and IBF cruiserweight titles; Won WBC cruiserweight title                         |
| ۱۷   | Win       | ۱۷–۰        | دوایت محمد قوی    | KO  | 4 (15), ۲:۳۰  | Dec 5, 1987    | ۲۵ سال، ۴۷ روز  | Convention Hall, Atlantic City, New Jersey, U.S.              | Retained WBA and IBF cruiserweight titles                                                      |
| ۱۶   | Win       | ۱۶–۰        | Ossie Ocasio      | TKO | 11 (15), ۱:۲۴ | Aug 15, 1987   | ۲۴ سال، ۳۰۰ روز | Parking de Nouveau Port, Saint-Tropez, France                 | Retained WBA and IBF cruiserweight titles                                                      |
| ۱۵   | Win       | ۱۵–۰        | Ricky Parkey      | TKO | 3 (15), ۲:۴۴  | May 15, 1987   | ۲۴ سال، ۲۰۸ روز | Caesars Palace, Paradise, Nevada, U.S.                        | Retained WBA cruiserweight title; Won IBF cruiserweight title                                  |
| ۱۴   | Win       | ۱۴–۰        | Henry Tillman     | TKO | 7 (15), ۱:۴۳  | Feb 14, 1987   | ۲۴ سال، ۱۱۸ روز | Bally's , Reno, Nevada, U.S.                                  | Retained WBA cruiserweight title                                                               |
| ۱۳   | Win       | ۱۳–۰        | Mike Brothers     | TKO | 3 (10)        | ۸ دسامبر ۱۹۸۶  | ۲۴ سال، ۵۰ روز  | Paris, France                                                 |                                                                                                |
| ۱۲   | Win       | ۱۲–۰        | دوایت محمد قوی    | SD  | ۱۵            | Jul 12, 1986   | ۲۳ سال، ۲۶۶ روز | Omni Coliseum, Atlanta, Georgia, U.S.                         | Won WBA cruiserweight title                                                                    |
| ۱۱   | Win       | ۱۱–۰        | Terry Mims        | KO  | 5 (10), ۱:۱۲  | ۲۸ مه ۱۹۸۶     | ۲۳ سال، ۲۱۱ روز | Metairie, Louisiana, U.S.                                     |                                                                                                |
| ۱۰   | Win       | ۱۰–۰        | Jesse Shelby      | KO  | 3 (10)        | ۶ آوریل ۱۹۸۶   | ۲۳ سال، ۱۶۹ روز | Corpus Christi, Texas, U.S.                                   |                                                                                                |
| ۹    | Win       | ۹–۰         | Chisanda Mutti    | TKO | 3 (10), ۱:۳۷  | ۱ مارس ۱۹۸۶    | ۲۳ سال، ۱۳۳ روز | Host Resort, Lancaster, Pennsylvania, U.S.                    |                                                                                                |
| ۸    | Win       | ۸–۰         | Anthony Davis     | TKO | 4 (10), ۱:۳۱  | ۲۱ دسامبر ۱۹۸۵ | ۲۳ سال، ۶۳ روز  | Pavilion Convention Center, Virginia Beach, Virginia, U.S.    |                                                                                                |
| ۷    | Win       | ۷–۰         | Jeff Meachem      | TKO | 5 (8), ۱:۰۲   | ۳۰ اکتبر ۱۹۸۵  | ۲۳ سال، ۱۱ روز  | Broadway by the Bay Theater, Atlantic City, New Jersey, U.S.  |                                                                                                |
| ۶    | Win       | ۶–۰         | Rick Myers        | TKO | 1 (8), ۳:۰۰   | ۲۹ اوت ۱۹۸۵    | ۲۲ سال، ۳۱۴ روز | Omni Coliseum, Atlanta, Georgia, U.S.                         |                                                                                                |
| ۵    | Win       | ۵–۰         | Tyrone Booze      | UD  | ۸             | Jul 20, 1985   | ۲۲ سال، ۲۷۴ روز | Scope, Norfolk, Virginia, U.S.                                |                                                                                                |
| ۴    | Win       | ۴–۰         | Mark Rivera       | TKO | 2 (8), ۲:۴۶   | ۲۰ آوریل ۱۹۸۵  | ۲۲ سال، ۱۸۳ روز | Memorial Coliseum, Corpus Christi, Texas, U.S.                |                                                                                                |
| ۳    | Win       | ۳–۰         | Fred Brown        | TKO | 1 (6), ۱:۵۶   | ۱۳ مارس ۱۹۸۵   | ۲۲ سال، ۱۴۵ روز | Scope, Norfolk, Virginia, U.S.                                |                                                                                                |
| ۲    | Win       | ۲–۰         | Eric Winbush      | UD  | ۶             | ۲۰ ژانویه ۱۹۸۵ | ۲۲ سال، ۹۳ روز  | Broadway by the Bay Theater, Atlantic City, New Jersey, U.S.  |                                                                                                |
| ۱    | Win       | ۱–۰         | Lionel Byarm      | UD  | ۶             | ۱۵ نوامبر ۱۹۸۴ | ۲۲ سال، ۲۷ روز  | Madison Square Garden, New York City, New York, U.S.          |                                                                                                |